# Sarina Paris
Sarina Paris (Toronto, 22 de dezembro de 1973) é uma cantora e compositora canadense de italodance, mais conhecida por seus sucessos internacionais "Look at Us" (2000) e "Just About Enough" (2001).

## Biografia
Nascida em 22 de dezembro de 1973, Sarina cresceu em Toronto, Canadá, em uma família de classe trabalhadora originária da Itália. Ela começou a cantar na pré-escola em peças e no coro da igreja. Ela voltou para a Itália em 1996 após a morte de sua mãe para manter contato com suas raízes ancestrais.
Atualmente, Sarina ainda continua a escrever e gravar jazz e canções eletrônicas.

## Carreira

### Anos 90
Em 1995, a canção de estreia de Sarina, "Mystery Man", foi lançada no Canadá. Em 1996, durante concursos de canto italianos, ela foi descoberta pelo empresário/produtor italiano Vince Tempera (Kill Bill), que a convidou para trabalhar ao lado de alguns dos mais respeitados e talentosos produtores e músicos do La Scala Milano.
O Maestro Tempera convidou Sarina para colaborar em festivais de música em toda a Itália, onde Sarina cantou canções de trilhas sonoras apoiadas por uma orquestra de doze instrumentos. Sarina mais tarde conheceu o músico e líder da banda Walter Muto, que a convidou para se juntar à sua banda 'Rock for fun', uma banda educacional com quem Sarina viajou pela Itália e Espanha. Sarina também se tornou membro do Projeto Gam Gam ao lado dos produtores de dance Max Monti e Mauro Pilato em Rimini, Itália, que tinha como objetivo ensinar crianças italianas a cantar em inglês.
Um ano depois ela se mudou para Milão, onde trabalhou como recepcionista em uma publicação e produção musical CX, onde foi descoberta por Charlie Marchino e Nico Spinosa da divisão italiana da EMI, e começou sua carreira como artista internacional de gravação. Sarina voltou para a América continuando a se apresentar em boates, mas tinha o desejo de cantar para sua comunidade, então ela se juntou a músicos locais cantando jazz em conferências, bares e restaurantes locais e casamentos. Sarina descobriu o amor pelo jazz e melodias românticas a partir de trilhas sonoras de filmes, e seu repertório cresceu para agradar o público que está procurando despertar o romance. 

### Anos 2000
Em 2000, seu single inicial "Look at Us", alcançou o Billboard Hot 100 em 2001, mas não alcançou o Top 40. A mesma se tornou um sucesso de discotecas internacionalmente e, como resultado do sucesso, ela assinou com a gravadora americana Priority Records. Em 2001, ela lançou seu primeiro álbum, Sarina Paris, composto por canções que ela co-escreveu, com exceção de uma versão cover de "True Colors" de Cyndi Lauper. Em uma entrevista, ela disse que o álbum não era "nada muito intelectual - apenas música para fazer você feliz e se sentir bem" e que "Eu queria fazer um álbum que as crianças pudessem ouvir com seus pais. Músicas que eram um clube para a mãe, mas não eram censurados para que as crianças pudessem brincar e dançar junto". Ela recebeu feedback de sua sobrinha de 14 anos enquanto escrevia e gravava. De fato, observou-se que o público-alvo da gravadora era mulheres de 12 a 25 anos de idade.
Ela lançou outra faixa dance, "This Is My Life", encontrada exclusivamente em uma compilação de dança canadense Euro Mix 5 através da SPG Records. Em 2000, "Do You Love Somebody" foi lançado exclusivamente na compilação Dancemania x7 no Japão pela gravadora Toshiba/EMI. Um remix de "Look at Us" (chamado "Look at Us (Daddy DJ Mix)") aparece no videogame DDRMAX2 de simulação de dança da Konami. Paris fez uma turnê com La Toya Jackson no Havaí em maio de 2004. Pelo resto dos anos 2000, sua carreira musical esteve em espera, embora ela tenha lançado uma nova canção, "You Are My Valentine", disponível apenas no EuroBeats Vol. 3.

### Anos 2010
Em 27 de maio de 2011, quase marcando o décimo aniversário de "Look at Us", Paris lançou o single "Soph Sofistic". Paris lançou três novos singles em 2019, "Angel Inside", "Believe In Love" e "Where Are You Now".

## Discografia

### Álbuns
- 2001: Sarina Paris

### Singles
- "Mystery Man" (1995)
- "Look at Us" (2000)
- "Just About Enough" (2001)
- "You Are My Valentine" (2003)
- "Soph Sofistic" (2011)
- "Angel Inside" (2019)
- "Believe In Love" (2019)
- "Where Are You Now" (2019)